# Titus Flavius Laco
Titus Flavius Laco war ein im 2. Jahrhundert n. Chr. lebender Angehöriger des römischen Ritterstandes (Eques).
Durch ein Militärdiplom, das auf den 28. Februar 138 datiert ist, ist belegt, dass Laco 138 Kommandeur der Cohors II Mattiacorum war, die zu diesem Zeitpunkt in der Provinz Moesia inferior stationiert war.